# Cuarteto de cuerda n.º 12 (Dvořák)

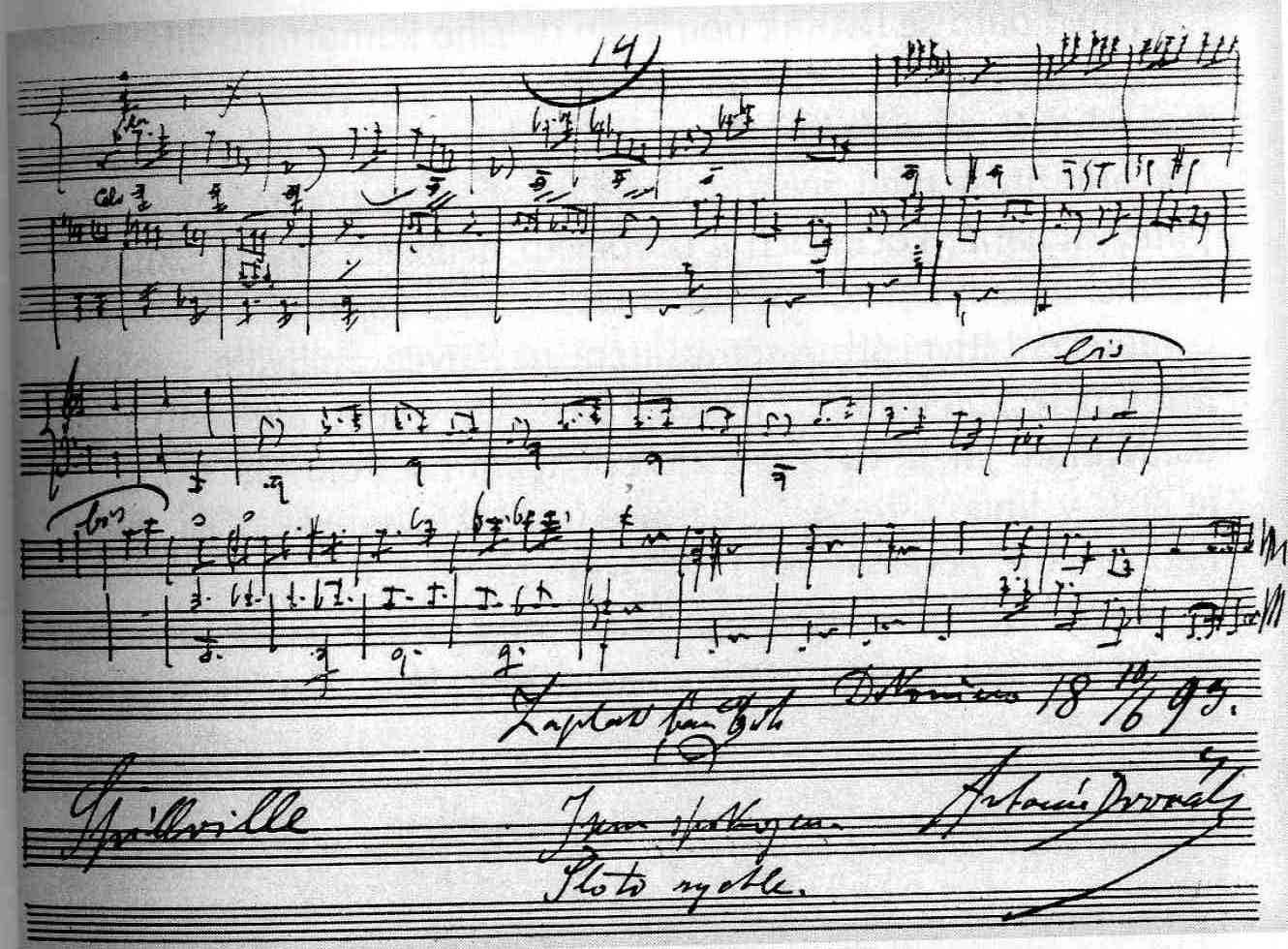
La última página de la partitura autógrafa con la inscripción de Dvořák: «Terminado el 10 de junio de 1893 en Spillville. Gracias a Dios. Estoy satisfecho. Fue rápido».

El Cuarteto de cuerda en fa mayor, Op. 96, apodado Cuarteto Americano, es el duodécimo cuarteto de cuerda compuesto por Antonín Dvořák. Fue escrito en 1893, durante su estancia en Estados Unidos. El cuarteto es uno de los más populares del repertorio de música de cámara.

## Historia

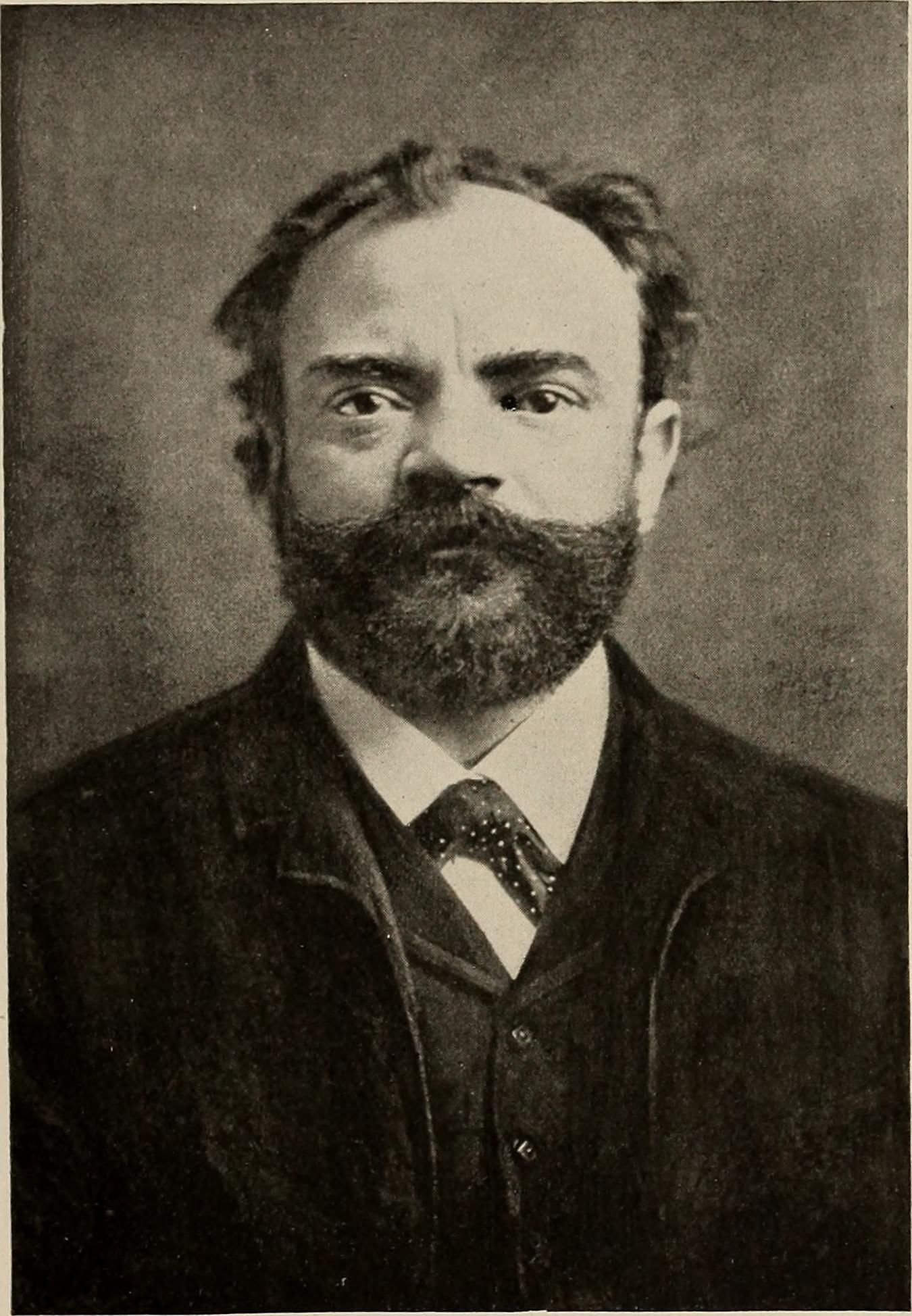
Antonín Dvořák, compositor de la obra, en 1892.

Dvořák compuso el cuarteto en 1893 durante unas vacaciones de verano desde su puesto de director (1892-1895) del Conservatorio Nacional de Música de América de Nueva York. Pasó sus vacaciones en la ciudad de Spillville (Iowa), donde vivía una comunidad de inmigrantes checos. Llegó allí a través de Josef Jan Kovařík, que había terminado sus estudios de violín en el Conservatorio de Praga y estaba a punto de regresar a la ciudad, su hogar en Estados Unidos, cuando Dvořák le ofreció un puesto de secretario. Cuando Josef Jan aceptó, se fue a vivir con la familia Dvořák a Nueva York. Le habló a Dvořák sobre Spillville, donde su padre Jan Josef era maestro de escuela, lo que llevó al compositor a pasar allí el verano de 1893.
Dvořák se sintió muy a gusto allí. Escribiendo a un amigo, describió su estado de ánimo, lejos de la agitada Nueva York: «Estoy de vacaciones desde el 3 de junio aquí en el pueblo checo de Spillville y no regresaré a Nueva York hasta la segunda mitad de septiembre. Los niños llegaron sanos y salvos de Europa y estamos todos felices juntos. Nos gusta mucho estar aquí y, gracias a Dios, estoy trabajando duro y estoy sano y de buen humor». Compuso el cuarteto poco después de la Sinfonía del Nuevo Mundo, antes de que se estrenara esa obra.
Dvořák esbozó el cuarteto en tres días y lo completó en trece días más, y terminó la partitura con el comentario «¡Gracias a Dios! Estoy contento. Fue rápido». Fue su segundo intento de escribir un cuarteto en fa mayor; el primero, 12 años antes, produjo sólo un movimiento, Movimiento de cuarteto en fa mayor, B.120. El Cuarteto Americano demostró un punto de inflexión en su producción de música de cámara: durante décadas se había esforzado sin éxito para encontrar un equilibrio entre su invención melódica desbordante y una estructura clara y en esta obra finalmente se unieron. Defendió la aparente simplicidad de la pieza: «Cuando escribí este cuarteto en la comunidad checa de Spillville en 1893, quería escribir algo por una vez que fuera muy melodioso y sencillo, y el querido Papa Haydn seguía apareciendo ante mis ojos, y eso es por eso que todo resultó tan simple. Y es bueno que así fuera».
Para su sinfonía, Dvořák la subtituló él mismo como «Del Nuevo Mundo». Sin embargo, al cuarteto no le dio ningún subtítulo, pero sí el comentario «la segunda composición escrita en América».

## Influencias
Para el estreno en Londres de su Sinfonía del Nuevo Mundo, Dvořák escribió: «En mi opinión, creo que la influencia de este país [se refiere a las canciones populares como son negros, indios, irlandeses, etc.] y todas las demás obras [escritas en Estados Unidos] difieren mucho de mis otras obras tanto en color como en carácter, ...».
La apreciación de Dvořák por la música afroamericana está documentada: Harry Burleigh, barítono y luego compositor, que conoció a Dvořák cuando era estudiante en el Conservatorio Nacional, dijo: «Le canté nuestras canciones negras muy a menudo, y antes de que escribiera sus propios temas, se llenó del espíritu de los antiguos espirituales». Dvořák dijo: «En las melodías negras de Estados Unidos descubro todo lo que se necesita para una gran y noble escuela de música». Por su supuesta asociación con la música afroamericana, el cuarteto fue referido con apodos como Negro y Nigger, antes de ser llamado Cuarteto Americano. Los apodos más antiguos, sin connotaciones negativas, para la composición fueron abandonados después de la década de 1950.
Dvořák escribió (en una carta que envió desde Estados Unidos poco después de componer el cuarteto): «En cuanto a mi nueva sinfonía, el cuarteto de cuerda en fa mayor y el quinteto (compuesto aquí en Spillville), nunca debería haber escrito estas obras "así" si no hubiera visto Estados Unidos». Los oyentes han intentado identificar motivos estadounidenses específicos en el cuarteto. Algunos han afirmado que el tema del segundo movimiento se basa en un espiritual negro, o tal vez en una melodía india kikapú, que Dvořák escuchó durante su estancia en Spillville.
Un elemento unificador característico de todo el cuarteto es el uso de la escala pentatónica. Esta escala le da a todo el cuarteto su carácter abierto y simple, un carácter que se identifica frecuentemente con la música folclórica estadounidense. Sin embargo, la escala pentatónica es común en muchas músicas étnicas en todo el mundo y Dvořák había compuesto música pentatónica, por lo que estaba familiarizado con tales ejemplos de música folclórica eslava, antes de llegar a Estados Unidos.

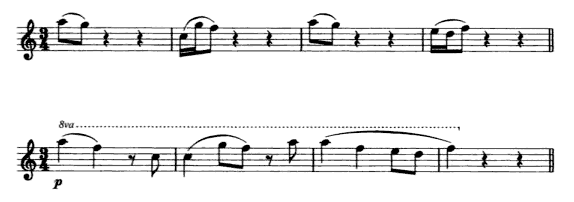
La transcripción de Dvořák del canto de un pájaro que él creía que era una tángara rojinegra migratoria (arriba) y la aparición del canto en el tercer movimiento del cuarteto. La identificación de esta ave como una tángara rojinegra migratoria es cuestionable.

Se han puesto en duda las influencias estadounidenses específicas: «De hecho, lo único estadounidense sobre la obra es que fue escrita allí», escribe Paul Griffiths. «Las cualidades estadounidenses específicas del llamado Cuarteto Americano no son fácilmente identificables», escribe Lucy Miller, «... Es mejor considerar el subtítulo simplemente como uno asignado debido a su composición durante la gira estadounidense de Dvořák».
Algunos han escuchado sugerencias de una locomotora en el último movimiento, recordando el amor de Dvořák por los ferrocarriles.
Dvořák citó en el tercer movimiento, compases 21-24, un pájaro que él creía que era una tángara rojinegra migratoria, un pájaro cantor americano. La canción aparece como una tensión aguda e interrumpida en la primera parte del violín. Estaba molesto por el parloteo insistente de este pájaro y transcribió su canto en su cuaderno. El ornitólogo estadounidense Ted Floyd demostró en 2016 que el ave citada por Dvořák probablemente no era una tángara rojinegra migratoria; en cambio, el pájaro era probablemente un vireo ojirrojo, otro pájaro cantor americano.

## Estructura
El cuarteto está compuesto para un conjunto habitual de dos violines, viola y violonchelo, y consta de cuatro movimientos. Una interpretación típica dura de 26 a 30 minutos.

### I. Allegro ma non troppo
El tema de apertura del cuarteto es puramente pentatónico, tocado por la viola, con un acorde de fa mayor ondulante en los instrumentos que lo acompañan. Este mismo acorde de fa mayor continúa sin cambios armónicos a lo largo de los primeros doce compases de la pieza. El movimiento luego entra en un puente, desarrollándose armónicamente, pero aún con el sentido abierto y triádico de apertura y simplicidad.
El segundo tema, en la mayor, también es principalmente pentatónico, pero adornado con elementos melismáticos que recuerdan a la música gitana o checa. El movimiento pasa a una sección de desarrollo que es mucho más densa armónicamente y mucho más dramática en tempo y color. El desarrollo termina con una sección de fugato que conduce a la recapitulación. Después de que el primer tema se repita en la recapitulación, hay un solo de violonchelo que une al segundo tema.

### II. Lento
El tema del segundo movimiento es el que los intérpretes más han tratado de asociar con un espiritual negro o con una melodía indígena americana. La melodía simple, con el acompañamiento pulsante en el segundo violín y la viola, recuerda de hecho a la música espiritual o ritual hindú. Está escrito utilizando la misma escala pentatónica que el primer movimiento, pero en modo menor (re menor) en lugar de mayor. El tema se introduce en el primer violín y se repite en el violonchelo. Dvořák desarrolló este material temático en una sección central extendida, luego repitió el tema en el violonchelo con un acompañamiento aún más delgado que alterna con arco y pizzicato.

### III. Molto vivace
El tercer movimiento es una variante del scherzo tradicional. Tiene la forma A–B–A–B–A: la sección A es una melodía vivaz, algo peculiar, llena de ritmos extraños y cruzados. En lo alto del primer violín aparece el canto de un pájaro que el compositor creía que era una tángara rojinegra migratoria; sin embargo, es probable que el canto no fuera la de la tángara.
La sección B es en realidad una variación del tema scherzo principal, tocado en modo menor, a medio tempo y más lírico. En su primera aparición es una línea legato, mientras que en la segunda aparición el tema lírico se interpreta en tresillos, dándole un carácter más palpitante.

### IV. Finale: vivace ma non troppo
El movimiento final es en forma de rondó tradicional, A–B–A–C–A–B–A. Una vez más, la melodía principal es pentatónica. La sección B es más lírica, pero continúa en el espíritu del primer tema y la sección C es un tema coral.

## Interpretaciones y legado
En una primera actuación privada del cuarteto, en Spillville, en junio de 1893, el propio Dvořák tocó el primer violín, Jan Josef Kovařík el segundo violín, la hija Cecilie Kovaříková la viola y el hijo Josef Jan Kovařík el violonchelo.
Las dos primeras actuaciones públicas del cuarteto fueron por el Kneisel Quartet, en Boston el 1 de enero de 1894, y luego en Nueva York el 13 de enero. Un crítico anónimo escribió al día siguiente que, sin duda, «no hay nada de la elevación o el anhelo del poderoso Beethoven», pero que existe «el espíritu del sol eterno» que es «el alma de la música de Mozart». Jarmil Burghauser menciona notas de prensa en ambas ciudades, la primera en el New York Herald, el 18 de diciembre de 1893.
Si bien la influencia de la canción popular estadounidense no es explícita en el cuarteto, el impacto del cuarteto de Dvořák en las composiciones estadounidenses posteriores es claro. Después de Dvořák, varios compositores estadounidenses pasaron sus manos al género de cuarteto de cuerdas, incluidos John Knowles Paine, Horatio Parker, George Whitefield Chadwick y Arthur Foote. «El uso extensivo de canciones populares en la música estadounidense del siglo XX y la atmósfera de "espacios abiertos" de las bandas sonoras de películas "occidentales" pueden tener al menos algunos de sus orígenes» en el nuevo estilo estadounidense de Dvořák, escribe Butterworth.